# Мертвоїд ребристий
Мертвоїд ребристий (Silpha carinata) — вид жуків родини мертвоїдів (Silphidae).

## Поширення
Палеарктичний вид. Досить поширений в Європі та Північній Азії на схід до Монголії. Трапляється від низин до межі лісу на трупах або посліді.

## Опис
Тіло лише плоско дугоподібне, переднеспинка і надкрила разом утворюють овальний контур. Жук досягає в довжину від 10 до 20 міліметрів. Тіло від коричнево-чорного до чорного, верх безволосий.